# Johan Persson (fotbollsspelare)
Hans Johan Oskar Persson, född 20 juni 1984 i Tollarp i Västra Vrams församling, är en svensk fotbollstränare och före detta fotbollsspelare som är tränare i IFK Hässleholm. Han spelade under sin karriär i Mjällby AIF, Landskrona BoIS, Esbjerg fB, Hammarby IF, Helsingborgs IF och Östers IF.

## Klubbkarriär
Persson är född och uppvuxen i Tollarp och började spela fotboll i den lokala klubben Tollarps IF. Därefter blev det tre säsonger för Persson i IFK Hässleholm som spelade i division 2. Inför säsongen 2006 valde han att gå till Mjällby AIF, där det blev två säsonger i Superettan.
I november 2007 skrev Persson på ett treårskontrakt med Landskrona BoIS. Han spelade 81 matcher samt gjorde 10 mål i Superettan under sin tid i klubben. I november 2010, efter tre säsonger i klubben, valde Persson att lämna Landskrona i samband med att hans kontrakt löpte ut. I februari skrev han på ett halvårskontrakt med den danska superligaklubben Esbjerg fB. Esbjerg åkte ur danska högstaligan och Persson lämnade klubben i juni.
I juli 2011 skrev han på ett 3,5-årskontrakt med Östers IF. Persson tog direkt en plats på Östers centrala mittfält och förärades snabbt smeknamnet sheriffen, efter ett uppskattande uttalande av tränaren Roar Hansen om skåningens resoluta spelstil. Den 4 oktober 2011 gjorde Persson (precis som Kevin Amuneke) sitt första mål för Öster i derbyt mot Jönköpings Södra. Han tilldelades 2012 EF-trophy, priset för bästa Österspelare under säsongen, framröstad av föreningens supportrar.
Persson lämnade i slutet av 2013 Öster och skrev på ett treårskontrakt med Hammarby IF. Den 7 mars 2015 avgjorde Johan Persson mot AIK i Svenska cupen med att sätta 1-2 målet, vilket innebar avancemang för Hammarby. Den 6 mars 2016 avgjorde Johan Persson åter ett derby i cupen när han gjorde 1-2-målet mot Djurgården som till slut slutade 1-3 och innebar avancemang för Hammarby i Svenska cupen. Den 30 juni 2017 lämnade Persson klubben.
Den 5 juli 2017 blev det klart att Persson skrivit på ett kontrakt på 2,5 år med Helsingborgs IF. I juli 2019 återvände han till Östers IF. Efter säsongen 2020 meddelade Persson att han avslutade sin fotbollskarriär.

## Tränarkarriär
I november 2020 tog Johan Persson över Division 2-klubben IFK Hässleholm som ny huvudtränare.